# جون تشارلز فيليبس
جون تشارلز فيليبس (بالإنجليزية: John Charles Phillips)‏ هو عالم حيوانات وعالم نبات وعالم طيور أمريكي، ولد في 5 نوفمبر 1876 في بوسطن في الولايات المتحدة، وتوفي في 1936.